# Herb gminy Andrespol
Herb gminy Andrespol – jeden z symboli gminy Andrespol, autorstwa Marka Adamczewskiego, ustanowiony 12 września 2016.

## Wygląd i symbolika
Herb przedstawia na tarczy w polu błękitnym srebrny pas falowany (rzekę), pomiędzy dwiema srebrnymi liliami. Lilie symbolizują wezwania dwóch kościołów maryjnych na terenie gminy Andrespol: Parafia Najświętszej Maryi Panny Nieustającej Pomocy w Andrespolu oraz Matki Boskiej Królowej Polski w Bedoniu. Falowany pas symbolizuje przepływającą przez gminę rzekę Miazgę.